# Bois-de-Céné
Bois-de-Céné is een plaats in Frankrijk in het departement Vendée in de regio Pays de la Loire.

## Demografie
Onderstaande figuur toont het verloop van het inwonertal (bron: INSEE-tellingen).

1. ↑  Populations de référence 2022.